# Mihkel Veske
Mihkel Veske (ur. 28 stycznia 1843 na farmie Veske, w parafii Holstre, okręg Viljandi, dziś: wieś Metsla,  zm. 16 maja 1890 w Kazaniu) – estoński lingwista, filolog, poeta i dziennikarz, działacz społeczny.

## Biografia
Mihkel Veske uczęszczał do wiejskiej szkoły w Pulleritsu, do szkoły parafialnej w Paistu i szkoły średniej w Tartu. W latach 1866–1867 uczęszczał do szkoły misyjnej w Lipsku. W 1872 r. ukończył studia doktoranckie na Uniwersytecie w Lipsku. Opublikował doktorat w 1873 r. na temat gramatyki porównawczej języków. Następnie wrócił do Estonii i pracował jako dziennikarz w gazecie „Eesti Põllumees”.
W latach 1874 -1887 wykładał język estoński na Uniwersytecie Dorpackim. Od 1886 r. do śmierci Veske był wykładowcą języków ugrofińskich na Uniwersytecie w Kazaniu.
W latach 80. XIX wieku Veske był jednym z czołowych przedstawicieli narodowego przebudzenia w Estonii. Należał do silnie patriotycznych grup, skupionych wokół estońskich intelektualistów i dziennikarzy, m.in. Carla Roberta Jakobsona. Od 1882 do 1886 roku Veske był prezesem Towarzystwa Literatury Estońskiej. W 1884 Veske redagował magazyn „Oma Maa” [Mój kraj].
Veske był jednym z pierwszych lingwistów estońskich, którzy stosowali metodę porównawczą językoznawstwa historycznego. Lata 1875-1884 spędził, podróżując i porównując dialekty w różnych regionach. W 1880 odwiedził Finlandię, a w 1885-86 przebywał na Węgrzech. Opowiadał się za estońskim językiem standardowym, opartym na podstawie dialektu północno-estońskiego i pisowni fonetycznej. W czasie pobytu w Kazaniu studiował język maryjski i  język Mordwinów.  Zajmował się kulturowymi relacjami między ludami ugrofińskimi i słowiańskimi. W latach 1881-83 stworzył dwuczęściowy podręcznik języka fińskiego.
Po niespodziewanej śmierci w Kazaniu, ciało Mihkela Veske zostało przetransportowane do Estonii. Został pochowany na cmentarzu Uus-Jaani w Tartu (Dorpat). W 1899 roku na jego grobie ustawiono popiersie z brązu wykonane przez estońskiego rzeźbiarza Augusta Weizenberga.

## Twórczość poetycka
Mihkel Veske inspirował się poezją ludową. Zbierał tradycyjną twórczość pieśniarską z kręgu języka estońskiego, fińskiego, węgierskiego i rosyjskiego.

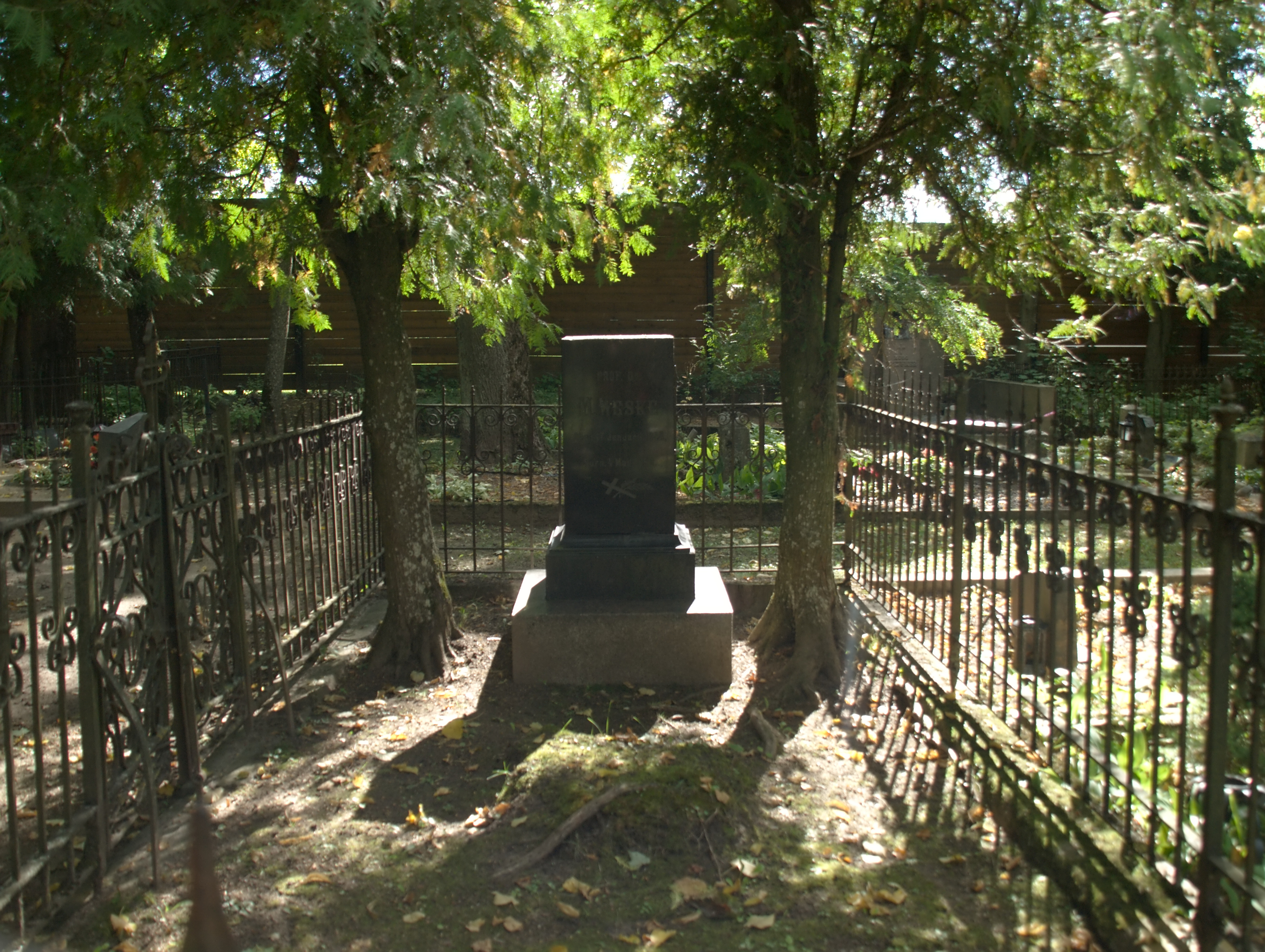
Nagrobek Mihkela Veske.

Ukazały się następujące zbiory jego poezji:
- Viisidega laulud (1874)
- Dr. Veske laulud (1899)
- Mihkel Veske laulud (1931)